# Схід (макрорегіон)

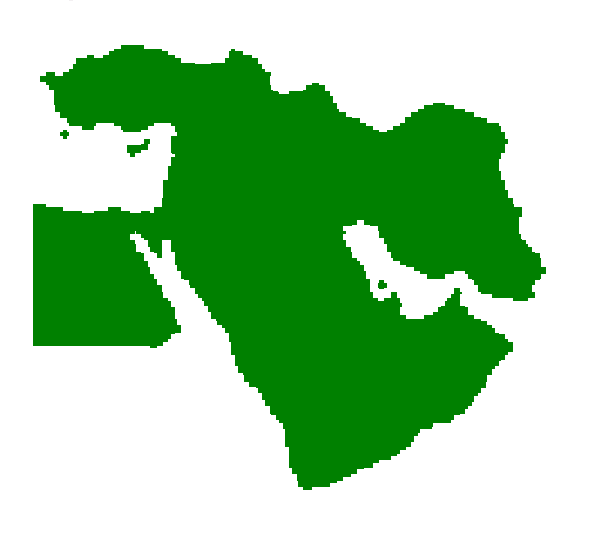
Одне з уявлень Сходу

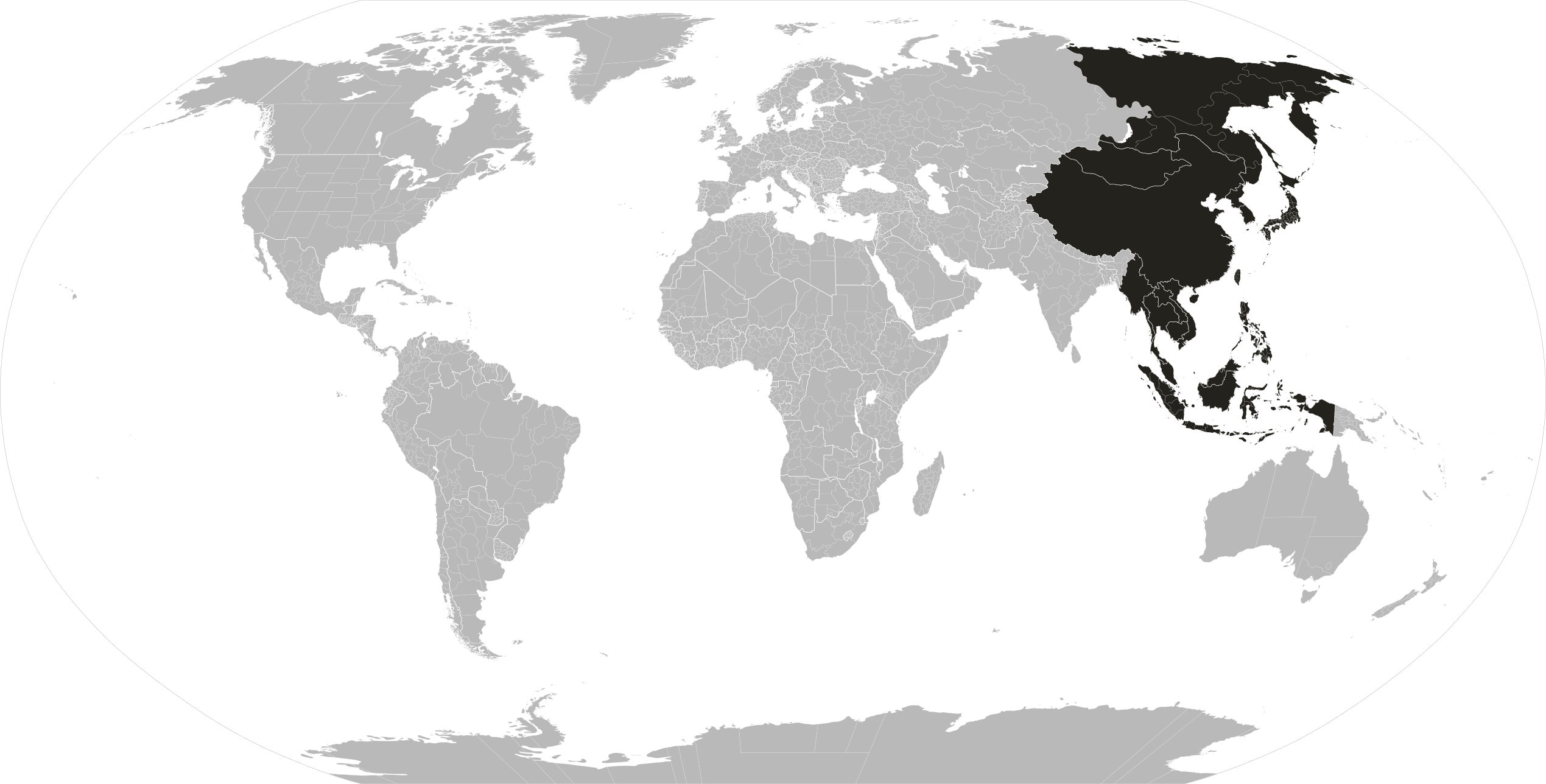
Інше уявлення Сходу

Схід — макрорегіон, що включає в себе Азію та Північну Африку.
Нерідко протиставляється «Заходу» (в соціо- та етнокультурному аспекті), ототожнюється у період до Нашої ери з Європою (до якої в наступний період додаються переселенські колонії).
Основні підрозділи:
- Близький Схід — регіон, що включає в себе Західну Азію та Північну Африку.
- Середній Схід — регіон в Азії. У цей термін вкладався різний зміст: від всієї Азії між Близьким Сходом і Далеким Сходом до регіону, що складається лише з трьох країн: Ірану, Пакистану та Афганістану.
- Далекий Схід — регіон, що включає в себе Північно-Східну, Східну, Південно-Східну та Південну Азію.